# Изнасилование мужчин
Часть жертв изнасилований или других случаев сексуального насилия — мужчины. Исторически изнасилование считалось и определялось как преступление, совершаемое исключительно против женщин. Это убеждение всё ещё существует в некоторых частях планеты, но изнасилование мужчин в настоящее время является уголовно наказуемым деянием и является предметом более серьезных дискуссий, чем в прошлом.
Изнасилование мужчин по-прежнему является табу и имеет негативный оттенок среди гетеросексуальных и гомосексуальных мужчин. Сообщество и поставщики услуг часто по-разному реагируют на жертв-мужчин, в зависимости от их сексуальной ориентации и пола виновных. Мужчинам-жертвам может быть трудно сообщить о сексуальном насилии, которое они пережили, особенно в обществе с сильными мужскими традициями. Они могут бояться, что люди будут сомневаться в их сексуальной ориентации и заклеймят их гомосексуалами, особенно если их изнасиловал мужчина, или что их могут посчитать не мужественными, потому что они стали жертвой.
В большинстве случаев мужчины-жертвы пытаются скрыть и отрицают свой опыт, как и женщины-жертвы, если только у них нет серьезных физических травм. В конце концов, жертвы-мужчины могут очень расплывчато объяснить свои травмы, когда они обращаются за медицинской или психиатрической помощью.
Является частым явлением в тюремных учреждениях.

## Во время военных конфликтов
Сообщалось о преобладании случаев изнасилования мужчин во время военных конфликтов, например, в Конго.